# Stanisław Wyrzykowski
Stanisław Wyrzykowski (ur. 30 listopada 1869 w Bortnikach koło Stanisławowa, zm. 16 lutego 1949 w Krakowie) – polski poeta, powieściopisarz i tłumacz okresu Młodej Polski.

## Życie
Wyrzykowski blisko współpracował z krakowskim „Życiem” i warszawską „Chimerą”, był też kierownikiem Wydziału Teatru w Ministerstwie Sztuki i Kultury w 1919 roku.
Jego żoną była Stefania Deike. Stefania przyjechała do Krakowa w celu wstąpienia na Uniwersytet Jagielloński. Początkowo nie dostała na to zgody, później, studiując już na Uniwersytecie, zajmowała się naukami przyrodniczymi.  

## Twórczość
Początkowo pisał wiersze nastrojowo-opisowe, łączące w sobie typowe wątki myślowe modernistów. W późniejszej fazie swojej twórczości uprawiał lirykę refleksyjną, nastrojoną na optymistyczne wizje świata, w których subtelna nuta pesymizmu służyła jedynie świadectwu chwilowej słabości człowieka i trzeźwej wizji świata. W poezji Wyrzykowskiego widoczne są nawiązania do filozofii Friedricha Nietzschego oraz Henriego Bergsona, zwłaszcza w punktach, gdzie mowa o woli mocy i apoteozie życia. Jego tom poezji stanowi drugie najciekawsze obok Snów o potędze Staffa świadectwo reakcji poezji polskiej na dekadentyzm.
Wyrzykowski jest również autorem trylogii powieściowej Moskiewskie gody. Spod jego ręki wyszły także cenione i do dziś wznawiane tłumaczenia prozy Edgara Allana Poego (wszystkie dzieła prozatorskie), Josepha Conrada i Friedricha Nietzschego (m.in. Tako rzecze Zaratustra, wraz z Wacławem Berentem).

## Dzieła

### Poezja
- Plon życia, 1931

### Proza
- Moskiewskie gody, 1930
- Ver sacrum. Poemat mojej młodości, 1947

### Przekłady
- Conrad, Joseph – Nostromo
- Conrad, Joseph – Opowieści zasłyszane
- von Hofmannsthal, Hugo – O wierszach. Dyalog[3]
- Kipling, Rudyard – Takie sobie bajeczki[4]
- London, Jack – Nieoczekiwane
- Nietzsche, Friedrich – Dusza dostojna
- Nietzsche, Friedrich – Dytyramby dionizyjskie[5]
- Nietzsche, Friedrich – Jutrzenka : myśli o przesądach moralnych[6]
- Nietzsche, Friedrich – Poza dobrem i złem[7]
- Nietzsche, Friedrich – Zmierzch bożyszcz czyli Jak filozofuje się młotem[8]
- Poe, Edgar Allan – Opowieści niesamowite